# Psr Sibuhuan
Psr Sibuhuan is een bestuurslaag in het regentschap Padang Lawas van de provincie Noord-Sumatra, Indonesië. Psr Sibuhuan telt 18.705 inwoners (volkstelling 2010).